# 아이비 작전
아이비 작전(영어: Operation Ivy)은 미국의 8번째 핵실험 시리즈로, 텀블러-스내퍼 작전 이후와 업샷-노트홀 작전 이전에 진행되었다. 1952년 말 마셜 제도의 태평양 실험장 내 에네웨타크 환초에서 두 차례의 폭발이 진행되었다.

## 배경
아이비 작전 핵실험 시리즈는 해리 S. 트루먼 대통령이 1950년 1월 31일 미국이 모든 형태의 핵무기에 대한 연구를 계속해야 한다고 명령한 이후, 원자탄이 아닌 수소폭탄을 포함한 첫 번째 시리즈였다. 이 폭탄들은 미국 원자력위원회와 국방부가 해군 함정 위에서 준비했으며, 통제함 USS 에스테스에서 원격으로 폭발시킬 수 있었다.

## 실험

### 마이크
아이비 작전의 첫 번째 실험인 코드명 마이크는 텔러-울람 설계를 사용한 수 메가톤급 수소폭탄("수소폭탄")의 첫 번째 성공적인 전면적 실험이었다. 이후의 열핵무기와 달리, 마이크는 비싸고 번거로운 극저온 시스템으로 액체 상태를 유지하는 중수소를 핵융합 연료로 사용했다. 이 폭탄은 1952년 11월 1일 엘루겔라브섬에서 폭발했으며, 10.4 메가톤의 위력을 가졌는데, 이는 나가사키에 투하된 폭탄의 거의 500배에 달하는 위력으로, 섬이 완전히 증발되는 결과를 초래했다. 위력 중 8메가톤은 우라늄 탬퍼의 고속 핵분열로 발생하여 엄청난 양의 방사성 낙진을 생성했다. 이 폭발로 엘루겔라브섬이 있던 자리에 폭 1.9km, 깊이 50m의 수중 분화구가 생겼다. 이 성공적인 실험 이후, 마이크 설계는 EC-16으로 무기화되었으나, 2년 후 캐슬 브라보 실험의 성공 이후 고체 연료 설계로 빠르게 대체되었다.
이 실험 결과는 원자력위원회 위원장 고든 딘에 의해 신임 대통령 아이젠하워에게 다음과 같이 보고되었다: “엘루겔라브섬이 사라졌습니다!”

#### 시료 채취 임무
필터가 장착된 4대의 미 공군 F-84G 썬더젯이 버섯 구름의 줄기 부분을 통과하며 방사화학적 시료를 채취하여 분석했다. 신생 1211 시험 비행대대의 "레드 플라이트" 리더 버질 K. 메로니는 먼저 폭발의 줄기 부분으로 진입했다. 5분 만에 그는 채취할 수 있는 모든 시료를 모으고 빠져나왔다. 28세의 지미 프리슬리 로빈슨 대위는 561 전투 비행대대 소속으로 임무 막바지에 실종되었다. 구름에서 다시 나온 후, 그와 그의 윙맨인 밥 헤이건 대위는 폭발의 "전자기 후유증" 때문에 재회 지점과 활주로 항법 비콘을 잡는 데 어려움을 겪었다. 로빈슨은 심한 난기류 지역에 진입하여 회전에 빠졌고 간신히 의식을 유지했다. 그는 20,000피트 상공에서 비행기 제어를 되찾았지만, 전자기 폭풍이 그의 계기를 방해했다. 비와 시야 불량 속에서 작동하는 계기 없이 헤이건과 로빈슨은 급유를 위한 KB-29 급유기를 찾을 수 없었다.:96 신호를 찾는 데 성공했을 때, 연료가 위험할 정도로 부족했고 에네웨타크 활주로에 도달하기 전에 둘 다 연료를 소진했다. 헤이건은 활주로에 성공적인 무동력 착륙을 했지만, 로빈슨은 너무 멀리 떨어져 있었고 불시착을 시도했다. 그의 제트기는 섬에서 3.5마일 떨어진 곳에 추락하여 침몰했다. 로빈슨의 비행기는 뒤집혔고 그의 시신은 끝내 발견되지 않았다. 실종 약 1년 후, 그는 자신의 공로로 사후 수훈 비행 십자장을 수여받았다. 2002년, 버지니아의 알링턴 국립묘지에 위령비가 세워졌다.
미 공군 조종사들이 폭발로부터 시료를 채취한 결과, 과학자들은 플루토늄-246과 플루토늄-244 동위원소의 흔적을 발견하고 예측되었지만 발견되지 않았던 원소인 아인슈타이늄과 페르뮴의 존재를 확인했다.

### 킹
두 번째 실험인 킹은 핵분열만을 사용하여 (핵융합이나 핵융합 증폭 없이) 현재까지 가장 높은 위력(500킬로톤)의 핵분열 (원자탄) 무기를 발사했다. 이 실험은 B-36 폭격기에서 감속되지 않은 자유 낙하 폭탄을 사용했다. 폭격기는 경미한 열 및 폭발 피해를 입고 안전하게 기지로 귀환했다. 이 "슈퍼 오랄로이 폭탄"은 핵융합 무기가 실패할 경우를 대비하여 이전 "마이크" 실험의 백업으로 의도되었다.

## 요약
| 이름   | 날짜 시간 (UT)              | 현지 시간대  | 장소 | 표고 + 높이                   | 전달 방식, 목적           | 장치                        | 위력    | 낙진 | 참고                       | 비고 |
| ------ | --------------------------- | ------------ | --- | ----------------------------- | ------------------------- | --------------------------- | ------- | ---- | -------------------------- | --- |
| 마이크 | 1952년 10월 31일 19:14:59.4 | MHT (11 hrs) | 엘루겔라브섬 (플로라), 에네웨타크 환초 북위 11° 39′ 57″ 동경 162° 11′ 21″ / 북위 11.66573° 동경 162.18928° | 2 m (6 ft 7 in) + 8 m (26 ft) | 건조 표면, 무기 개발      | "소시지" w/ TX-5 프라이머리 | 10.4 Mt |      | [ 9 ] [ 10 ] [ 11 ] [ 12 ] | 메가톤 ("M" as in Mike) 장치. 최초의 진정한 실험적 수소폭탄, 극저온 중수소 사용; TX-16 무기가 됨. 엘루겔라브섬은 완전히 분화구화됨.                                  |
| 킹     | 1952년 11월 15일 23:30:00.0 | MHT (11 hrs) | 루닛 (이본느), 에네웨타크 환초 북위 11° 33′ 32″ 동경 162° 20′ 43″ / 북위 11.55878° 동경 162.34541°         | 0 + 450 m (1,480 ft)          | 자유 공중 투하, 무기 개발 | Mk-18F SOB                  | 500 kt  |      | [ 9 ] [ 10 ] [ 11 ] [ 12 ] | 킬로톤 ("K" as in King) 장치. 슈퍼 오랄로이 폭탄(SOB)이라고도 불리며, U235의 4개의 임계 질량을 사용했다. 가장 큰 순수 핵분열 장치; 또한 체인 안전 장치도 테스트했다. |

1. ↑  미국, 프랑스, 영국은 실험 이벤트에 코드명을 붙였지만, 소련과 중국은 그렇지 않았고 (일부 예외 제외 – 소련의 평화적 폭발에는 이름이 붙었다) 따라서 실험 번호만 사용했다. 이름이 고유명사가 아닌 한 괄호 안의 영어 단어 번역. 대시 다음에 오는 숫자는 일제사격 이벤트의 구성원을 나타낸다. 미국은 때때로 그러한 일제사격 실험에서 개별 폭발에도 이름을 붙였으며, 그 결과 "이름1 – 1(이름2 포함)"이 된다. 실험이 취소되거나 중단된 경우, 날짜 및 위치와 같은 행 데이터는 알려진 경우 의도된 계획을 공개한다.
2. ↑  UT 시간을 표준 현지 시간으로 변환하려면 괄호 안의 시간을 UT 시간에 더하고, 현지 서머타임의 경우 1시간을 추가한다. 결과가 00:00 이전이면 24시간을 더하고 일에서 1을 뺀다. 24:00 이후이면 24시간을 빼고 일에 1을 더한다. IANA 시간대 데이터베이스에서 얻은 역사적 시간대 데이터.
3. ↑  대략적인 지명 및 위도/경도 참조; 로켓 발사 실험의 경우, 알려진 경우 폭발 위치 전에 발사 위치가 명시된다. 일부 위치는 매우 정확하지만, 다른 위치(예: 공중 투하 및 우주 폭발)는 상당히 부정확할 수 있다. "~"는 동일 지역의 다른 실험과 공유되는 예상되는 형식상의 대략적인 위치를 나타낸다.
4. ↑  표고는 폭발 지점 바로 아래의 해수면 기준 지면 높이이며, 높이는 탑, 풍선, 수직갱, 터널, 공중 투하 또는 기타 장치에 의해 추가되거나 제거된 추가 거리이다. 로켓 폭발의 경우 지면 높이는 "N/A"이다. 경우에 따라 높이가 절대 높이인지 지면 기준 상대 높이인지 불분명하다 (예: 플럼밥/존). 숫자나 단위가 없으면 값이 알 수 없음을 의미하며, "0"은 0을 의미한다. 이 열의 정렬은 표고와 높이를 합한 값으로 정렬된다.
5. ↑  대기, 공중 투하, 풍선, 포, 순항 미사일, 로켓, 표면, 탑 및 바지선은 모두 부분적 핵실험 금지 조약에 의해 금지된다. 밀폐된 수직갱과 터널은 지하에 있으며, PTBT 하에서 유용하게 사용되었다. 의도적인 분화구 생성 실험은 경계선에 있으며, 조약 하에서 발생했지만 때때로 항의를 받았고, 일반적으로 실험이 평화적 용도로 선언된 경우 간과되었다.
6. ↑  무기 개발, 무기 효과, 안전 실험, 운송 안전 실험, 전쟁, 과학, 공동 검증 및 산업/평화적 목적을 포함하며, 이는 더 세분화될 수 있다.
7. ↑  알려진 시험 품목에 대한 명칭, "?"는 이전 값에 대한 불확실성을 나타내며, 특정 장치에 대한 별명은 인용 부호 안에 표시된다. 이 정보 범주는 종종 공식적으로 공개되지 않는다.
8. ↑  추정 에너지 위력 (톤, 킬로톤, 메가톤 단위). TNT 1톤 당량은 4.184 기가줄 (1 기가칼로리)로 정의된다.
9. ↑  프롬프트 중성자 외에 대기로 방출된 방사능 (알려진 경우). 언급된 경우 측정된 종은 요오드-131 뿐이며, 그렇지 않으면 모든 종이다. 항목이 없으면 알 수 없음을 의미하며, 지하 실험인 경우 아마도 없을 것이고, 그렇지 않은 경우 "모두"이다. 그 외에는 알려진 경우 현장에서만 측정되었는지 또는 현장 외부에서 측정되었는지, 그리고 측정된 방출 방사능 양에 대한 표기.

## 갤러리

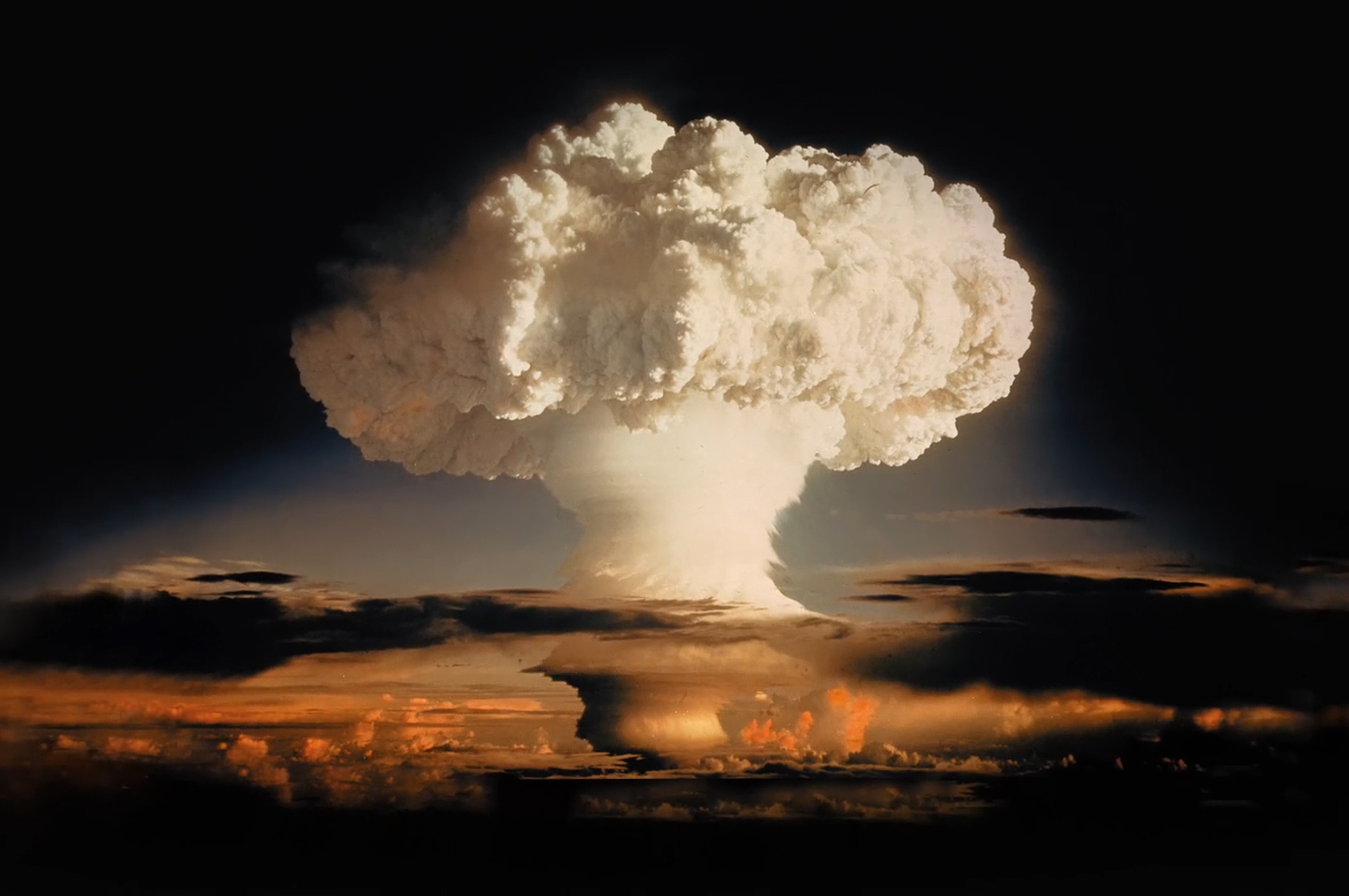
마이크 버섯 구름
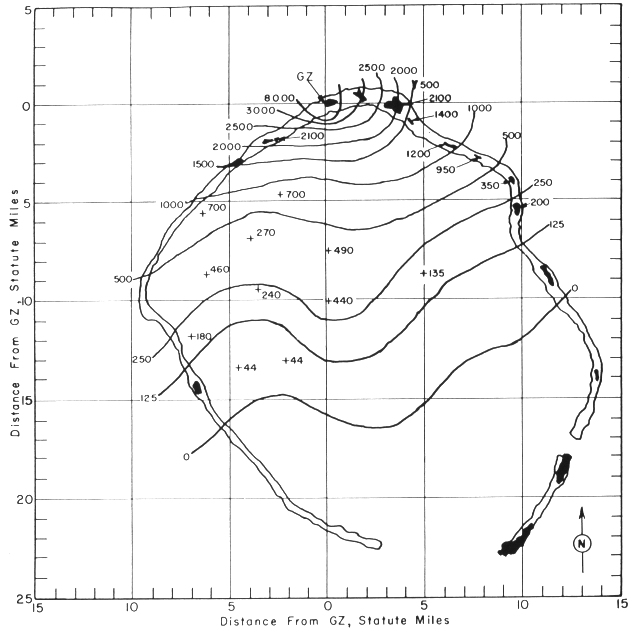
마이크 실험의 낙진 지도. 바람을 거슬러 올라가는 낙진만 모니터링되었다.
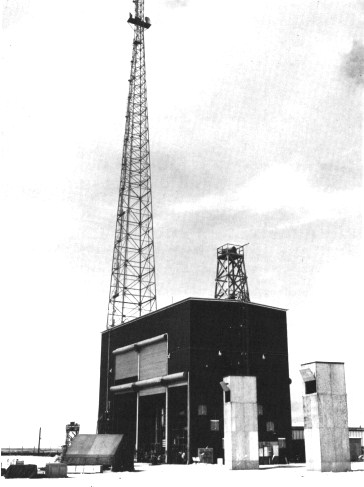
마이크 장치를 보관했던 창고 건물 (발사 캐브)
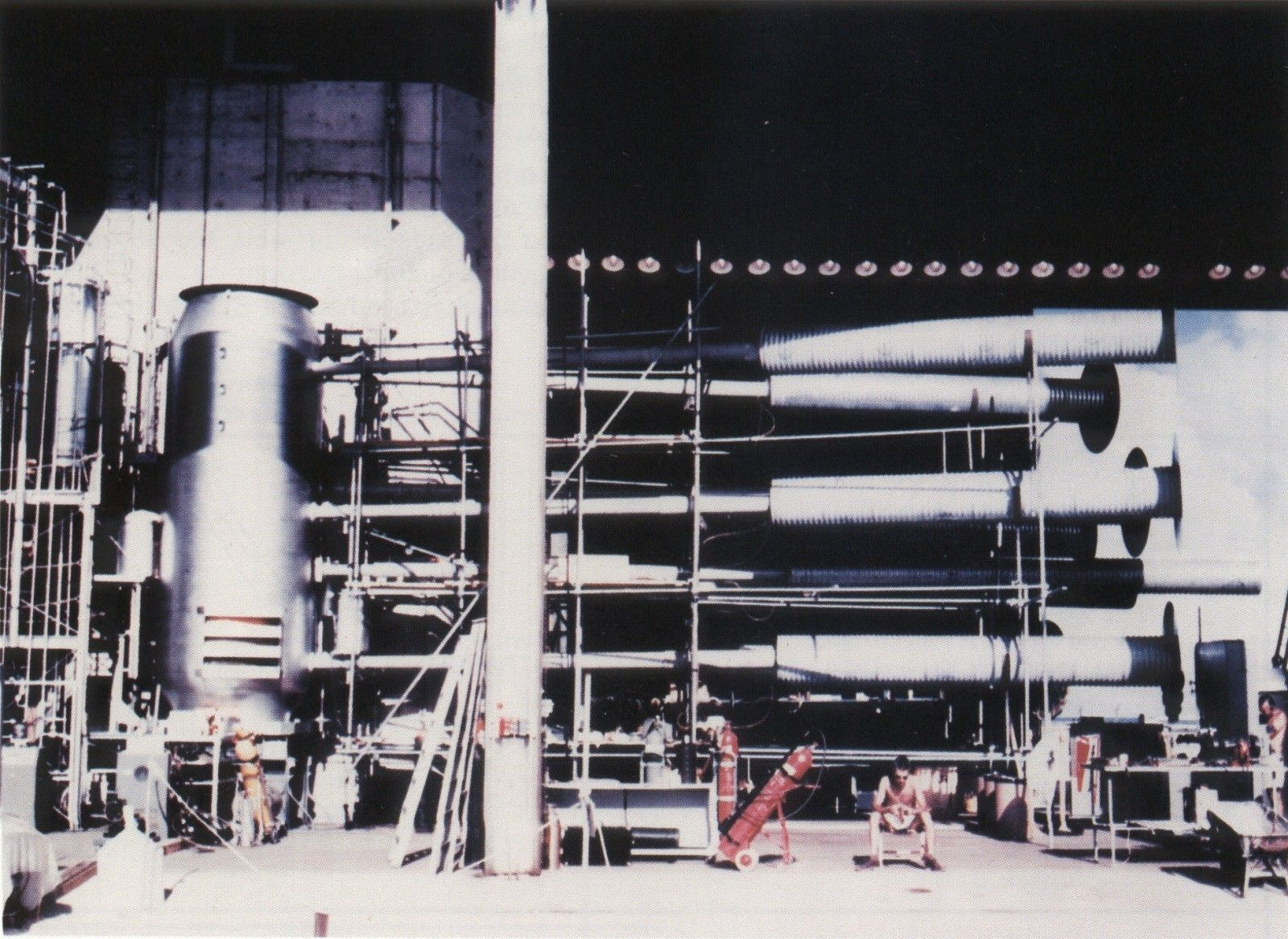
원통형 마이크 장치(왼쪽)와 측정 기기(오른쪽) 연결
해수면에서 본 킹의 불덩이와 이후의 버섯 구름
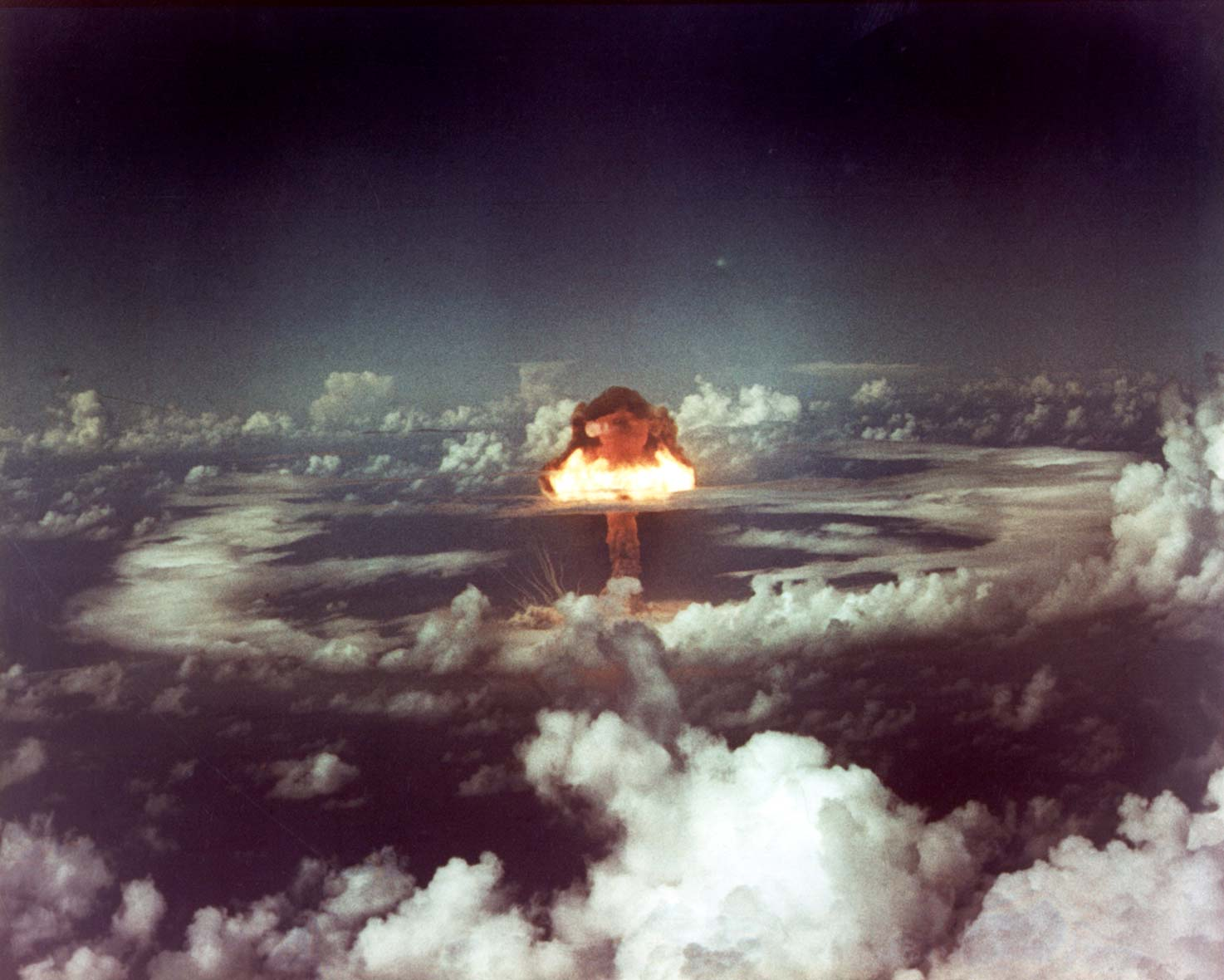
킹 버섯 구름

## 대중문화 속 아이비 작전
비디오 게임 시드 마이어의 문명 VI에서 아이비 작전은 플레이어가 자신의 도시 중 한 곳에서 건설할 수 있는 후반부 프로젝트이다. 이 프로젝트를 완료하면 플레이어는 핵무기(게임 내 원자탄 버전)보다 강력한 열핵 장치를 건설할 수 있다.
비디오 게임 시드 마이어의 문명 VII에서 아이비 작전은 플레이어가 자신의 도시 중 한 곳에서 건설할 수 있는 후반부 프로젝트이다. 이 프로젝트를 완료하는 것은 현대 시대의 군사 유산 경로의 승리 조건이다.
오퍼레이션 아이비라는 미국의 펑크 록 밴드가 있었는데, 실제 핵실험의 이름을 따서 지어졌다.